# Canterbury (Sydney)
Canterbury – geograficzna nazwa dzielnicy (przedmieścia), położonej na terenie samorządu lokalnego City of Canterbury, wchodzącego w skład aglomeracji Sydney, w stanie Nowa Południowa Walia, w Australii.

## Galeria

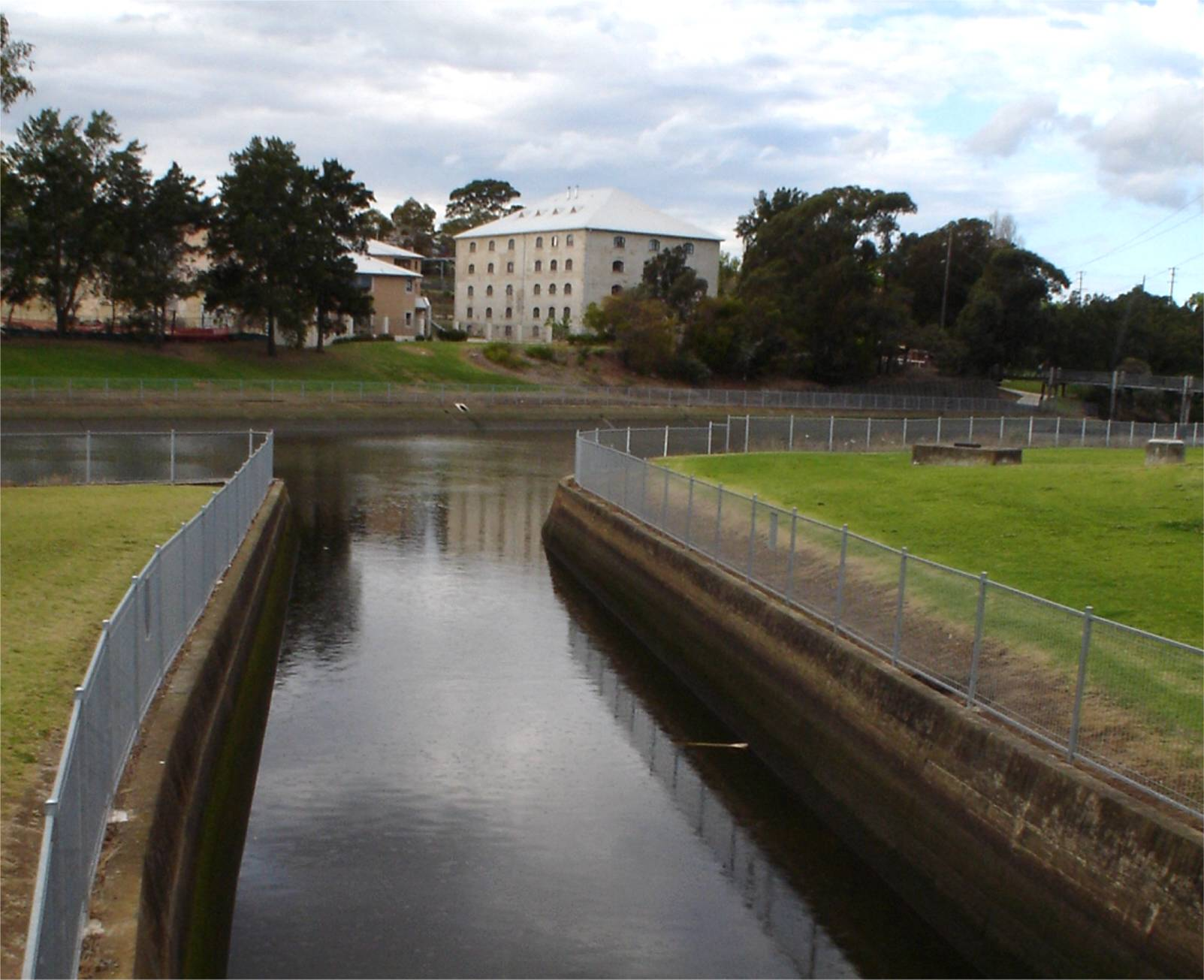
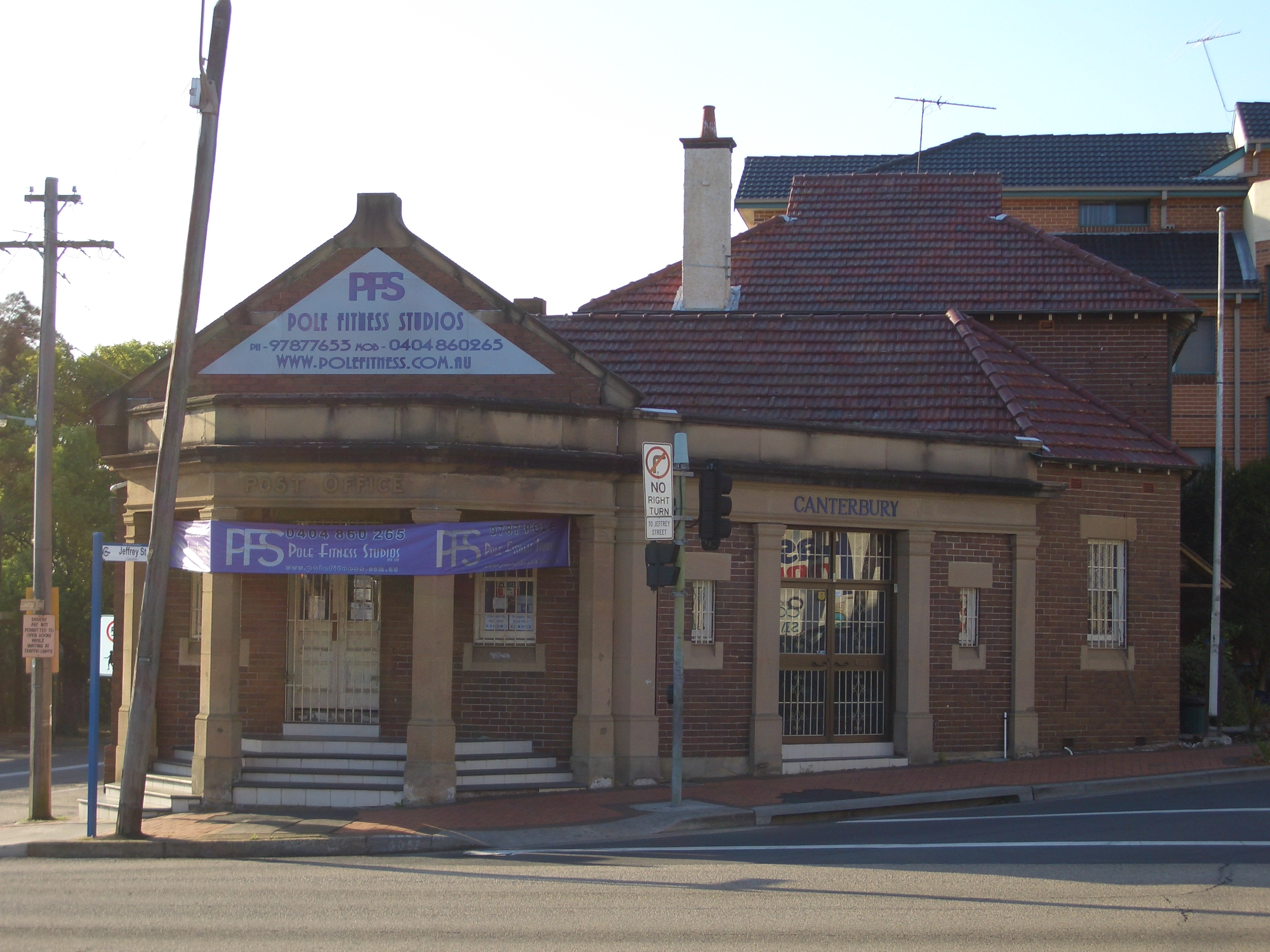
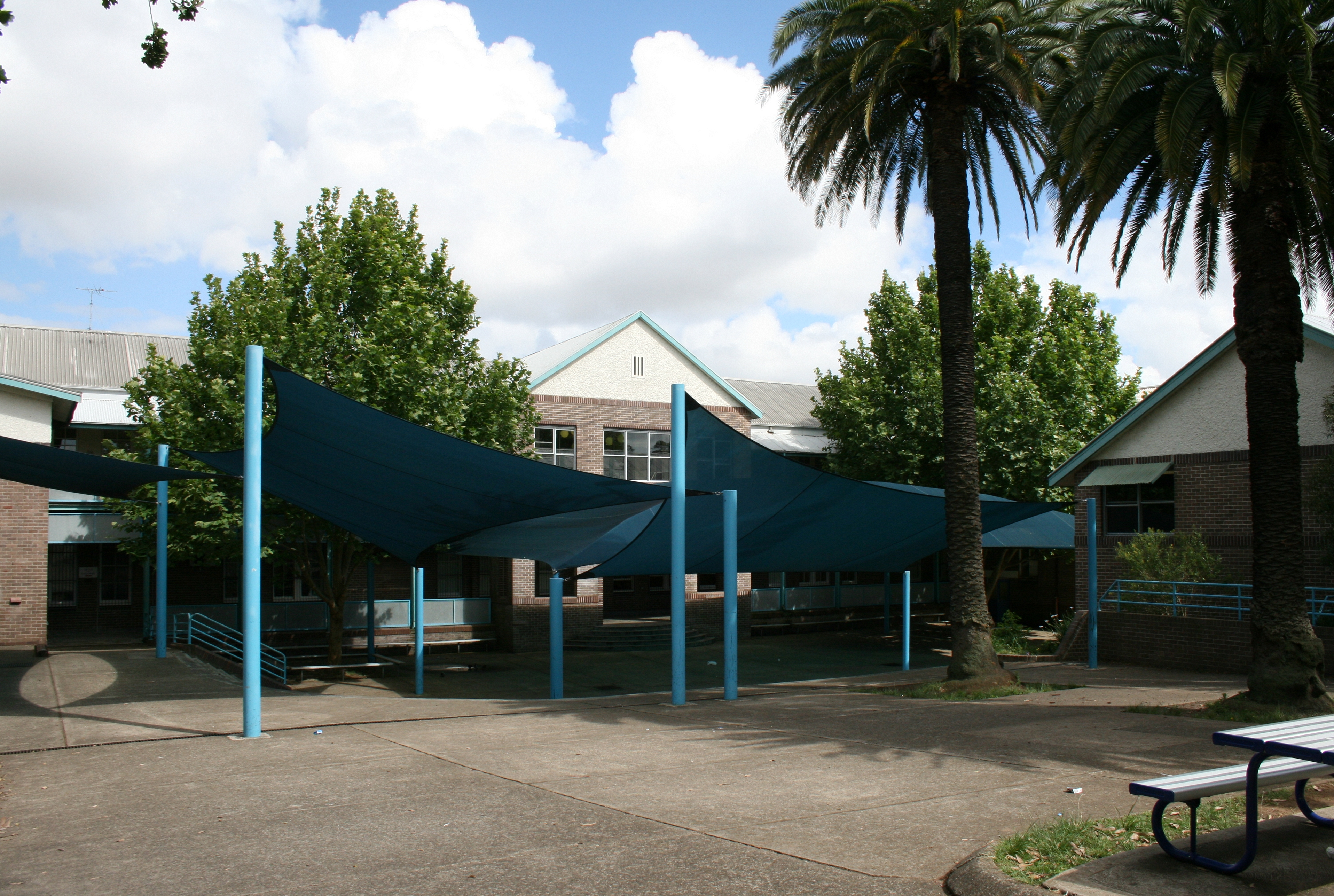